# ROSSO E AZZURRO
《ROSSO E AZZURRO》는 도모토 쯔요시의 1번째 정규 음반이다.

## 개요
타이틀 《ROSSO E AZZURRO》는 이탈리아어로 “적(赤)과 청(青)”이란 의미. 타이틀대로, 자켓의 타이틀 표기는 《ROSSO》를 붉은색, 《AZZURRO》를 푸른색으로 표기했다.

## 수록곡
1. さよならアンジェリーナ / 안녕 안젤리나
작사·작곡: 도모토 쯔요시 / 편곡: Kohei Dojima×GO-GO KING RECORDERS
2. Purity
작사·작곡: 도모토 쯔요시 / 편곡: 치노 요시히코
3. GIRASOLE
작사·작곡: 도모토 쯔요시 / 편곡: 하야시베 나오키
4. 歩き出した夏 / 걷기 시작한 여름
작사·작곡: 도모토 쯔요시 / 편곡: 츠루타 카이오
5. We never know
작사·작곡: 도모토 쯔요시 / 편곡: 치노 요시히코
6. 街 / 거리
작사·작곡: 도모토 쯔요시 / 편곡: 신카와 히로시
7. 花 / 꽃
작사·작곡: 도모토 쯔요시 / 편곡: 츠루타 카이오
8. Panic Disorder
작사·작곡: 도모토 쯔요시 / 편곡: 치노 요시히코
9. 溺愛ロジック (New Mix) / 맹목적인 사랑의 법칙 (New Mix)
작사·작곡: 도모토 쯔요시 / 편곡: 시라이 료메이
10. Luna
작사·작곡: 도모토 쯔요시 / 편곡: Kohei Dojima×GO-GO KING RECORDERS / 호른 어레인지: 키타하라 마사히코
11. あなた / 당신
작사·작곡: 도모토 쯔요시 / 편곡: 하야시베 나오키
12. 心の恋人 / 마음의 연인
작사·작곡: 도모토 쯔요시 / 편곡: 이시즈카 토모키
13. Hey! みんな元気かい? / Hey! 모두 잘 지내? (BONUS TRACK)
작사·작곡: YO-KING / 편곡: 하야시베 나오키
2분이 안되는 짧은 것으로 되어있다. 초회반에만 수록.